# Laphria argentifera
Laphria argentifera är en tvåvingeart som beskrevs av Walker 1861. Laphria argentifera ingår i släktet Laphria och familjen rovflugor. Inga underarter finns listade i Catalogue of Life.